# Sussac
Sussac ist eine Gemeinde im Regionalen Naturpark Millevaches en Limousin in Frankreich. Sie gehört zur Region Nouvelle-Aquitaine, zum Département Haute-Vienne, zum Arrondissement Limoges und zum Kanton Eymoutiers. Nachbargemeinden sind Châteauneuf-la-Forêt im Nordwesten, Sainte-Anne-Saint-Priest im Nordosten, Domps im Osten, Saint-Gilles-les-Forêts im Süden und La Croisille-sur-Briance im Südwesten.

## Bevölkerungsentwicklung
| Jahr      | 1962 | 1968 | 1975 | 1982 | 1990 | 1999 | 2007 | 2014 |
| --------- | ---- | ---- | ---- | ---- | ---- | ---- | ---- | ---- |
| Einwohner | 790  | 685  | 560  | 471  | 427  | 368  | 353  | 347  |